# Frontignano (Barbariga)
Frontignano è l'unica frazione di Barbariga in provincia di Brescia.

## Storia
La località è un piccolo villaggio agricolo di antica origine. Il ritrovamento di un'ascia in porfido verde d'epoca romana citata nel Carta archeologica della Lombardia, nonché importanti ritrovamenti rinvenuti in località prossime alla frazione, confermerebbero che questo territorio fosse zona d'occupazione o di sfruttamento romana sin dal I e II secolo a.C.. Testimonianze già numerose si evidenziano a partire dal XII e XIII secolo, quando sul Liber potheris della città di Brescia di ritrovano nomi di persone originarie di questa zona, indicati nei nomi di: Azzone (1219), Lanfranco (1237), Pietro (1249), un Algacisio (1255) e un ulteriore Lanfranco (1286).
Frontignano divenne per la prima volta frazione di Barbariga su ordine di Napoleone. Diversamente dalla generalità dei casi simili, in un primo tempo gli austriaci mantennero il provvedimento, e lo revocarono solo su richiesta con decreto del 16 luglio 1834.
Dopo l'unità d'Italia il paese ebbe un buon incremento demografico passando da una popolazione inferiore al numero di cinquecento a più di seicento. Fu il fascismo a decidere la soppressione del comune riunendolo a Barbariga.

## Monumenti e luoghi di interesse
- Chiesa parrocchiale dei Santi Nazaro e Celso, edificata nel corso del XVI secolo.
- Casa Beluschi Fabeni, palazzetto realizzato nella prima metà del XVII secolo e posto nelle vicinanze della parrocchiale[5].